# Wembach
Wembach es un municipio de unos 330 habitantes en el distrito de Lörrach en Baden-Wurtemberg, Alemania. Está ubicado en la Selva Negra Meridional aproximadamente 35 km al sur de Friburgo en el valle superior del Wiese. En Wembach el arroyo Böllenbach desemboca en el río Wiese.

## Schindeln
Schindeln es una pequeña aldea y un barrio de Wembach. Las pocas casas de la aldea están ubicadas un poco elevadas al sur del núcleo de Wembach. La primera mención escrita de Schindeln se encuentra en un documento del año 1374 como zu den Schindeln (a las tablillas).

## Administración
Wembach es miembro de una asociación administrativa (mancomunidad) con sede en Schönau en la Selva Negra.

## Enlaces
- Wikimedia Commons alberga una categoría multimedia sobre Wembach.
- Seitio web de Wembach
- Página de Wembach en el sitio web de la asociación administrativa